# Antti Olavi Korhonen
‎Antti Olavi Korhonen, finski general, * 9. januar 1911, † 3. avgust 1992.

## Življenjepis
Med letoma 1940 in 1942 je bil poveljnik čete, nato pa adjutant 30. pehotnega polka. Leta 1942 je postal poveljnik I., nato II. in III. bataljona 30. pehotnega polka. Potem je bil premeščen v štab 7. divizije. Leta 1943 je postal poveljnik 4. lovskega bataljona iste divizije, naslednje leto pa je postal poveljnik 8. pehotnega polka. 6. julija 1944 je postal vojni ujetnik Sovjetske zveze, a je bil izpuščen že 26. decembra istega leta.
Med letoma 1961 in 1965 je bil poveljnik oklepne brigade, nato poveljnik 2. divizije (1965-1966), 1. divizije (1966) in Severnofinskega vojaškega okrožja (1966-1971). Upokojil se je leta 1971.

## Napredovanja
- poročnik: 16. maj 1936
- stotnik: 26. februar 1940
- major: 25. julij 1942
- podpolkovnik: 22. maj 1953
- polkovnik: 4. junij 1957
- generalmajor: 14. julij 1961
- generalporočnik: 9. februar 1965